# 諏訪町 (愛西市)
諏訪町（すわちょう）は、愛知県愛西市の地名。字が8つある。

## 地理
旧佐織町中央部に位置する。東は小津町、西は根高町、南は持中町に接する。

### 字一覧
（五十音順・読みはyahoo!地図による）
- 池埋（いけうめ）
- 郷浦（ごううら）
- 郷西（ごうにし）
- 郷東（ごうひがし）
- 中杁（なかいり）
- 中島（なかじま）
- 橋本（はしもと）
- 古堤新田（ふるづつみしんでん）

## 歴史

### 町名の由来
神名に由来する説と地内の池を須和と称したのが転じたとする説があるという。

### 沿革
- 江戸時代 - 尾張国海東郡の尾張藩領佐屋代官所支配の諏訪村として所在[7]。
- 1889年（明治22年） - 合併に伴い、藤浪村大字諏訪となる[7]。
- 1906年（明治39年） - 合併に伴い、佐織村大字諏訪となる[7]。
- 1939年（昭和14年） - 町制施行に伴い、佐織町大字諏訪となる[7]。
- 2005年（平成17年）4月1日 - 合併に伴い、愛西市諏訪町となる。

## 世帯数と人口
2019年（令和元年）5月1日現在の世帯数と人口は以下の通りである。
| 町丁   | 世帯数  | 人口    |
| ------ | ------- | ------- |
| 諏訪町 | 570世帯 | 1,422人 |

### 人口の変遷
国勢調査による人口の推移
| 2005年（平成17年） | 1,303人 | [ 8 ]  |  |
| 2010年（平成22年） | 1,365人 | [ 9 ]  |  |
| 2015年（平成27年） | 1,398人 | [ 10 ] |  |

## 小・中学校の学区
市立小・中学校に通う場合、学区は以下の通りとなる。
| 番・番地等 | 小学校               | 中学校             |
| ---------- | -------------------- | ------------------ |
| 全域       | 愛西市立北河田小学校 | 愛西市立佐織中学校 |

## 交通

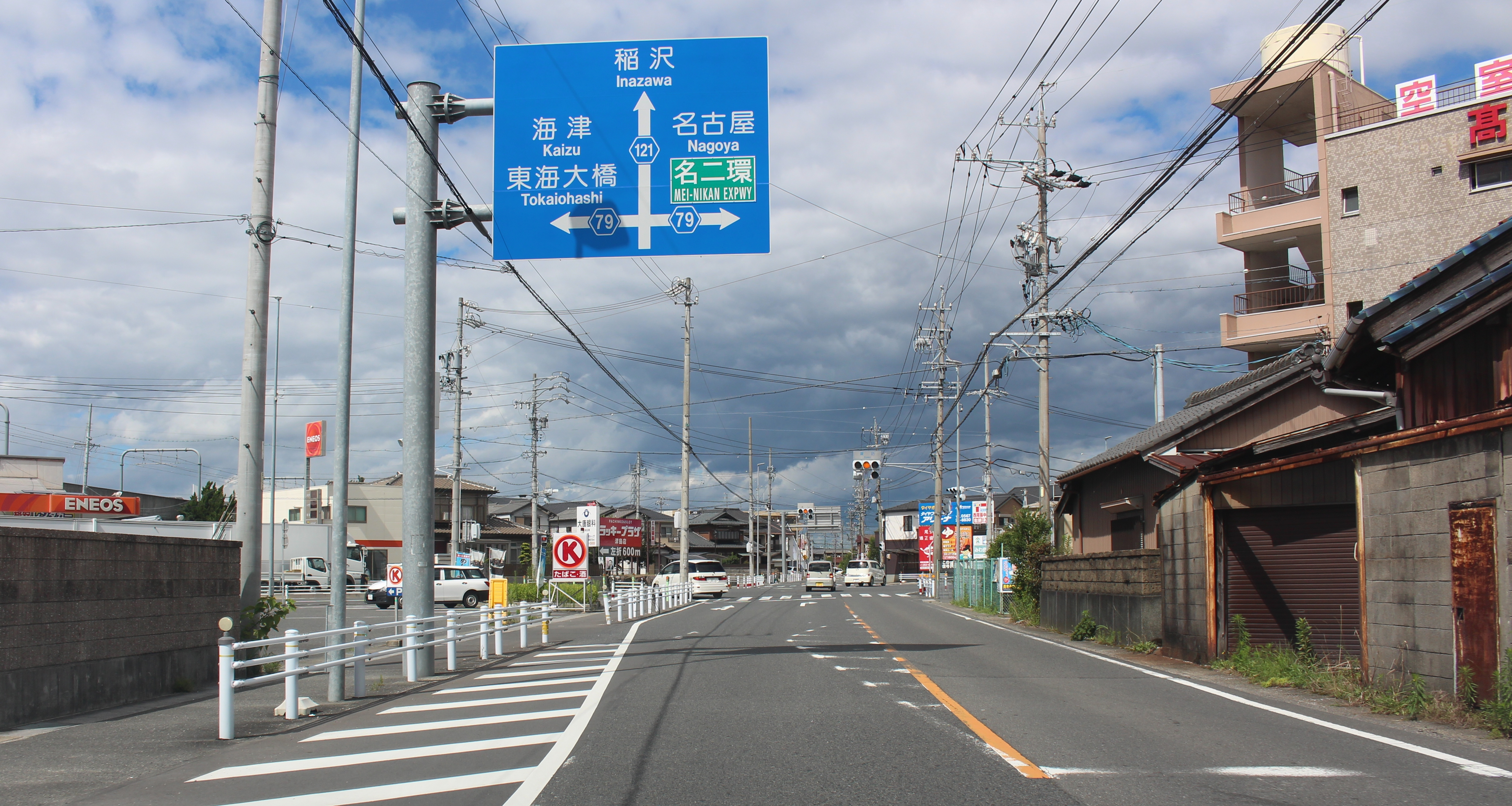
愛知県道79号あま愛西線（甚目寺街道）と愛知県道121号津島稲沢線との諏訪交差点

### 鉄道
名古屋鉄道（名鉄）
■ 津島線 藤浪駅

### バス
- 愛西市巡回バス（2020年4月1日現在）[12]

|    | 停留所名 | ルート               |
| -- | -------- | -------------------- |
| 70 | 佐織庁舎 | 八開、佐織北、佐織南 |
| 91 | 藤浪駅   | 八開、佐織北、佐織南 |

### 道路
- 愛知県道79号あま愛西線（甚目寺街道）
- 愛知県道121号津島稲沢線[5]

## 施設
- 愛西市役所佐織庁舎[5]
- 中央公民館[5]
  - 愛西市佐織図書館
- 総合体育館[5]
- 愛西市立佐織中学校[5]
- 農協[5]
- 藤浪駅前郵便局[5]
- 大明神社[5]
- 真宗大谷派法融寺[5]

## その他

### 日本郵便
- 郵便番号 : 496-8011[3]（集配局：津島郵便局[13]）。